# مقاطعة بوتاواتومي (كانساس)
مقاطعة بوتاواتومي (بالإنجليزية: Pottawatomie County)‏ هي إحدى المقاطعات في ولاية كانساس، الولايات المتحدة الأمريكية.

## أعلام
- لاري تومسون